# Nikołaj Błochin
Nikołaj Nikołajewicz Błochin (ros. Никола́й Никола́евич Блохи́н, ur. 20 kwietnia?/3 maja 1912 w Łukojanowie, zm. 16 maja 1993 w Moskwie) – rosyjski chirurg i onkolog, Bohater Pracy Socjalistycznej (1972).
Od 1916 w Niżnym Nowogrodzie, w latach 1929-1934 studiował medycynę w Niżnym Nowogrodzie/Gorkim, pracował w szpitalu, później jako ordynator i asystent katedry chirurgii operacyjnej i kliniki chirurgicznej Gorkowskiego Instytutu Medycznego. Od lipca 1944 do stycznia 1945 pracował na stażach w szpitalach w USA, w latach 1947-1952 był profesorem Instytutu Medycznego w Gorkim, w 1948 był organizatorem Instytutu Naukowo-Badawczego Chirurgii Odtwórczej w Gorkim. Od 1952 dyrektor Instytutu Onkologii Doświadczalnej i Klinicznej Akademii Nauk Medycznych ZSRR w Moskwie, członek tej akademii, od 1962 członek PAN. Od 1960 akademik Akademii Nauk Medycznych ZSRR, od 1991 akademik Rosyjskiej Akademii Nauk, w latach 1977-1987 prezydent Akademii Nauk Medycznych ZSRR. Prowadził prace z zakresu chirurgii plastycznej (twórca nowych metod) i chemioterapii nowotworów. Deputowany do Rady Najwyższej ZSRR 7 kadencji. Pochowany na Cmentarzu Nowodziewiczym w Moskwie.

## Odznaczenia i nagrody
- Medal Sierp i Młot Bohatera Pracy Socjalistycznej (3 maja 1972)
- Order Lenina (czterokrotnie)
- Order Rewolucji Październikowej
- Order Czerwonego Sztandaru Pracy
- Order Czerwonej Gwiazdy
- Nagroda Państwowa ZSRR (1982)

i medale.